# Bubasti
Bubasti (Bubastis), fu la capitale del 18º distretto del Basso Egitto. La città era la sede principale del culto della dea Bastet, da cui deriva anche il nome egizio di Per Bastet (lett. "casa di Bastet") che vi aveva un tempio di cui non restano che poche vestigia.
Fu capitale dell'Egitto durante la XXII dinastia insieme a Tani. Le rovine di Bubasti si trovano nella periferia sud orientale della moderna città di Zagazig.